# XIVe congrès du Parti populaire
Le XIVe congrès du Parti populaire (en espagnol : XIV Congreso Nacional del Partido Popular) est un congrès du Parti populaire (PP) espagnol, organisé du 25 au 27 janvier 2002 à Madrid, afin d'élire le comité exécutif et d'adopter les motions politiques et les nouveaux statuts.
José María Aznar, président du PP depuis 1990, est largement réélu pour un cinquième mandat, qu'il confirme être son dernier. Ouvrant officieusement la course à sa succession, il ne donne aucune indication sur le nom de son futur remplaçant.

## Comité d'organisation
Au cours de sa réunion du 29 octobre 2001, le comité directeur national approuve la composition du comité d'organisation du congrès. Il est coordonné par le sénateur Pío García-Escudero, l'adjointe au maire de Madrid Mercedes de la Merced, les députés Rafael Hernando et Juan José Matarí, et le directeur général du parti Luis Bárcenas.

## Candidat à la présidence
| Candidat | Candidat | Candidat                  | Fonction politique récente                                            |
| -------- | -------- | ------------------------- | --------------------------------------------------------------------- |
|          |          | José María Aznar (48 ans) | Président du gouvernement (depuis 1996) Président du PP (depuis 1990) |

## Déroulement
Le congrès est convoqué les 25, 26 et 27 janvier 2002.
Quatre motions sont débattues au cours du congrès, rédigées par autant de groupes de travail :
- Motion « Patriotisme constitutionnel », coordonnée par Josep Piqué et María San Gil ;
- Motion « L'État au XXIe siècle. Les nouvelles responsabilités », coordonnée par Pilar del Castillo et Gabriel Elorriaga ;
- Motion « Vers la société du plein emploi et des opportunités », coordonnée par Elvira Rodríguez et José Manuel Soria ;
- Motion statutaire, coordonnée par Ángel Acebes et Ana Mato.

Souhaitant donner l'image d'un parti plus ouvert qu'il ne le laisse penser, José María Aznar choisit de ne reconduire aucun des coordonnateurs de motion du congrès précédent. Il confie à ses quatre potentiels successeurs un rôle plus institutionnel : au secrétaire général Javier Arenas le rapport de gestion de la direction sortante ; aux trois vice-secrétaires généraux, un discours politique thématique, « La modernisation économique et sociale de l'Espagne » pour Rodrigo Rato, « L'action institutionnelle et politique des gouvernements du PP » pour Mariano Rajoy, et « La décentralisation politique opérée par l'État des autonomies » pour Jaime Mayor Oreja. La désignation des coordonnateurs est l'occasion d'annoncer les adhésions au PP de la ministre Pilar del Castillo et de la secrétaire d'État Elvira Rodríguez.
Les quatre motions sont adoptées à l'unanimité, à l'exception de celle sur les statuts qui reçoit un vote contre. Cette dernière fait l'objet d'un amendement de consensus, négocié entre Ángel Acebes et le ministre de l'Équipement Francisco Álvarez-Cascos, pour introduire dans les statuts la possibilité pour le congrès du PP d'envisager la limitation des mandats au sein des organes du parti dans le temps.

## Résultats
Le 26 janvier, José María Aznar est réélu président du PP : sa liste pour le comité exécutif national reçoit le soutien de 99,6 % des suffrages exprimés, tandis que celle pour le comité directeur national obtient 99,5 %.

### Élection du comité exécutif national
| Candidat        | Candidat         | Voix  | %     |
| --------------- | ---------------- | ----- | ----- |
|                 | José María Aznar | 2 528 | 99,60 |
|                 | Votes blancs     | 10    | 0,40  |
|                 |                  |       |       |
| Votes valides   | Votes valides    | 2 538 | 99,88 |
| Votes invalides | Votes invalides  | 3     | 0,12  |
| Total           | Total            | 2 541 | 100   |

### Élection du comité directeur national
| Candidat        | Candidat         | Voix  | %     |
| --------------- | ---------------- | ----- | ----- |
|                 | José María Aznar | 2 525 | 99,52 |
|                 | Votes blancs     | 12    | 0,48  |
|                 |                  |       |       |
| Votes valides   | Votes valides    | 2 537 | 99,84 |
| Votes invalides | Votes invalides  | 4     | 0,16  |
| Total           | Total            | 2 541 | 100   |

### Composition du comité exécutif
À la suite de sa victoire, José María Aznar annonce le nom des membres qu'il a choisi pour entrer dans la direction nationale du parti. Le secrétaire général reconduit Javier Arenas parvient à placer plusieurs de ses proches au sein de l'équipe dirigeante, mais échoue à faire remplacer le coordonnateur à l'Organisation Pío García-Escudero, qui entretient une relation directe avec le président du PP. Outre le rôle accordé à Javier Arenas, Rodrigo Rato, Mariano Rajoy et Jaime Mayor Oreja, José María Aznar salue le travail d'Ángel Acebes, laissant l'impression que son dauphin se trouve parmi ces cinq personnalités, mais en annoncer davantage.
| Comité exécutif national                                   | Comité exécutif national        |
| ---------------------------------------------------------- | ------------------------------- |
| Président fondateur                                        | Manuel Fraga                    |
| Président                                                  | José María Aznar                |
| Secrétaire général                                         | Javier Arenas                   |
| Vice-secrétaire général                                    | Rodrigo Rato                    |
| Vice-secrétaire général                                    | Mariano Rajoy                   |
| Vice-secrétaire général                                    | Jaime Mayor Oreja               |
| Coordonnateur à l'Organisation                             | Pío García-Escudero             |
| Coordonnateur à la Participation et à l'Action sectorielle | Ana Mato                        |
| Coordonnateur aux Études et aux Programmes                 | Eugenio Nasarre (es)            |
| Coordonnateur à la Communication                           | Rafael Hernando                 |
| Secrétaire à la Politique des communautés autonomes        | Jesús Merino                    |
| Secrétaire à la Politique locale                           | Rosa Romero                     |
| Secrétaire à l'Organisation                                | Juan Carlos Vera                |
| Secrétaire à la Politique électorale                       | Jesús Sepúlveda                 |
| Secrétaire aux Affaires sociales                           | Ángeles Muñoz                   |
| Secrétaire à l'Économie                                    | Vicente Martínez-Pujalte (es)   |
| Secrétaire à l'Égalité des chances et à l'Éducation        | Sandra Moneo                    |
| Secrétaire à la Participation citoyenne                    | Julio Sánchez                   |
| Secrétaire aux Analyses et au Suivi                        | Juan José Matarí                |
| Secrétaire à la Formation                                  | José Antonio Bermúdez de Castro |
| Secrétaire aux Études et aux Programmes                    | Francisco Camps                 |
| Secrétaire à la Communication                              | Manuel Atienza                  |
| Secrétaire aux Nouvelles technologies                      | Juan Manuel Moreno              |
| Président du comité électoral                              | Ángel Acebes                    |
| Président du comité des droits et des garanties            | José Manuel Romay               |
| Responsable des Relations internationales                  | Jorge Moragas                   |
| Membre                                                     | Esperanza Aguirre               |
| Membre                                                     | Francisco Álvarez-Cascos        |
| Membre                                                     | José María Álvarez del Manzano  |
| Membre                                                     | Carlos Aragonés                 |
| Membre                                                     | Rita Barberá                    |
| Membre                                                     | Soledad Becerril                |
| Membre                                                     | Pilar del Castillo              |
| Membre                                                     | Gabriel Cisneros                |
| Membre                                                     | Miguel Ángel Cortés             |
| Membre                                                     | Juan Costa                      |
| Membre                                                     | Xosé Cuíña (es)                 |
| Membre                                                     | Gabriel Elorriaga               |
| Membre                                                     | Rosa Estaràs                    |
| Membre                                                     | Juan José Lucas                 |
| Membre                                                     | Josefa Luzardo (es)             |
| Membre                                                     | Abel Matutes                    |
| Membre                                                     | Jaime Mayor Oreja               |
| Membre                                                     | Mercedes de la Merced           |
| Membre                                                     | José María Michavila            |
| Membre                                                     | Cristóbal Montoro               |
| Membre                                                     | Dolors Nadal                    |
| Membre                                                     | Loyola de Palacio               |
| Membre                                                     | Félix Pastor (es)               |
| Membre                                                     | Josep Piqué                     |
| Membre                                                     | Elvira Rodríguez                |
| Membre                                                     | Luisa Fernanda Rudi             |
| Membre                                                     | María San Gil                   |
| Membre                                                     | Cristina Tavío (es)             |
| Membre                                                     | Isabel Tocino                   |
| Membre                                                     | Federico Trillo                 |
| Membre                                                     | Celia Villalobos                |
| Membre                                                     | Juan Carlos Aparicio            |
| Membre                                                     | José Miguel Ortí Bordás (es)    |
| Membre                                                     | Gabino Puche                    |
| Membre                                                     | Adolfo Suárez Illana            |
| Membre                                                     | Alejo Vidal-Quadras             |